# Liste der Mitglieder der Konstituante
Am 5. Mai 1789 eröffnete Ludwig XVI. die Generalstände von 1789, die sich nur wenige Wochen darauf als Nationalversammlung Frankreichs sahen und kurz darauf als Konstituante mit dem Ziel, Frankreich eine Verfassung zu geben. Dieses Parlament hatte 1154 Mitglieder, wovon 291 auf den Klerus, 285 auf den Adel und 578 auf den dritten Stand entfielen. 26 Abgeordnete des dritten Standes waren adeliger Herkunft. Durch Ersatznominierungen könnte die Liste aber mehr als diese 1154 Persönlichkeiten umfassen.
Die Abgeordneten sind hier nach Ständen aufgelistet und im Stand dann alphabetisch. Dazu wurde der prägendste Nachnamensbestandteil genommen. Abschließend wird die Zugehörigkeit zu einem politischen Klub vermerkt.

## 1. Stand: Der Klerus
- Philippe-François d’Albignac de Castelnau (1742–1814), Angoulême
- Benedikt Anton Friedrich von Andlau-Homburg (1761–1839), Deputierter der Geistlichen für die Bezirke Colmar und Schlettstadt
- Edme Aubert (1738–1804), Chaumont-en-Bassigny
- Jean-Baptiste Aubry (1736–1813), Bar-le-Duc
- Paul Ayroles (1731–1795), Quercy bis Cahors
- Pierre-Louis Barbou, Meaux
- Jean-de-Dieu-Raymond de Boisgelin de Cucé (1732–1804), Erzbistum Aix
- Jean-Baptiste Bottex (abbé) († 1792)
- Jean Cartier (1723–1810), Tours
- Joseph-Nicolas de Champeaux, Montfort-l’Amaury
- Jean-Baptiste Champion de Cicé (1725–1805), Auxerre, (Département Yonne)
- Jérôme Champion de Cicé (1735–1810), Bordeaux, (Département Gironde)
- Louis Charrier de La Roche (1738–1827), Doktor der Theologie Lyon
- François Charles Chevreuil († 1792), Kanzler der Kirche und der Universität von Paris
- Ambroise Chevreux (1728–1792), Paris
- Pierre-François Clerget (1746–1808), Vesoul (Département Haute-Saône)
- Charles Colbert de Seigneley de Caste-Hill (1735–1813), Rodez, (Département Aveyron)
- Joseph Collinet (1726–1809), Bar-le-Duc
- Jean Colson (1734–1801), Saargemünd
- François de Damas-Crux (1739–1829), Saint-Pierre-le-Moûtier (Généralité de Moulins)
- Lucien David (1730–1792), (abbé), Beauvais, (Département Oise)
- Guillaume-Antoine Delfaud (1733–1792), Sarlat
- René des Monstiers de Mérinville (Bischof von Dijon) (1742–1825), Dijon
- René-Jean-Louis Desvernay (1750–1819), Villefranche (Département Rhône)
- Jacques Dufresne, (1732–1832), Alençon
- Jean-Baptiste Dumouchel (1748–1820), Paris
- Jean Jacques Farochon (1732–1802), (Abbé), Crépy-en-Valois
- Alexandre Gardiol
- Jean Garnier (1748–1824), Dol
- Christophe Antoine Gerle Chalini (1736–1801), Riom
- Henri Grégoire, auch Abbé Grégoire genannt, (1750–1831), Nancy
- Louis-Charles de Grieu (* 1755), Rouen, Département Seine-Maritime
- Joseph-Marie Gros (1742–1792), Pfarrer von St-Nicolas-du-Chardonnet, Paris
- Julien Guégan (1746–1794), Vannes, Département Morbihan
- Jacques Jallet (1732–1791), Poitou
- Pierre Mathieu Joubert, Angoulême
- Anne Louis Henri de La Fare (1752–1829), Bischof von Nancy, Nancy
- César-Guillaume de La Luzerne (1738–1821), Langres
- Dominique de La Rochefoucauld (1713–1800), (Kardinal), Rouen
- François-Joseph de La Rochefoucauld-Bayers († 1792), Clermont
- Pierre-Louis de La Rochefoucauld-Bayers (1744–1792), Saintes
- Charles-François de La Rochefoucauld-Bayers (1753–1821), (Abbé) Erzbistum Aix, Provins
- Guillaume-Gabriel Leclerc (1743–1832), Alençon
- Antoine-Éléonor-Léon Le Clerc de Juigné (1728–1811), (Herzog von Saint-Cloud), Paris
- Jean-Georges Lefranc de Pompignan (1715-1790), Vienne
- Claude-Bénigne Lompré (1745–1823), Amont bis Vesoul
- Joseph-François de Malide (1730–1812), Montpellier
- Jean-Baptiste Massieu (1743–1814), Senlis, (Oise)
- Jean-Siffrein Maury (l’abbé Maury) (1746–1817) Péronne
- Jean Marie Félix Mayet (1751–1835), Lyon
- Claude Merceret, Dijon, Côtes-d’Armor
- François-Xavier de Montesquiou-Fezensac (1756–1832), Paris
- Louis-Marie de Nicolaÿ (1729–1791), Quercy bis Cahors
- Armand Jean Simon Brunet de Castelpers de Panat (Abbé), Chaumont-en-Vexin, (Département Oise)
- Louis-François Claude Pellegrin (1732–1811), Pfarrer von Sommerécourt, Bar-le-Duc (Ersetzt am 23. November 1789 Joseph Collinet)
- Charles-Antoine Peretti della Rocca (1750–1815), Korsika
- Charles-César Perier (1748–1797), Étampes
- Vincent Poupard (1729–1796), Priester von Sancerre, Bourges (Berry)
- Jean Auguste de Chastenet de Puységur (1740–1815), Bourges (Berry)
- Claude-Germain Rousselot (1723–1795), Amont bis Vesoul, (Département Haute-Saône)
- Pierre-Jean de Ruallem, Abbé von Saint-Faron de Meaux, (Ersetzt am 29. Oktober 1789 Pierre-Louis Barbou)
- Jean-François Simon (1746–?), Bar-le-Duc
- François Simonnet de Coulmier (1741-1818)
- Ange-François de Talaru de Chalmazel (1725–1798), Coutances
- Charles-Maurice de Talleyrand-Périgord (1754–1838)
- Anne-Alexandre-Marie Thibault (1747–1813), Nemours
- Jean Thomas (1723–1797), Priester in Mormant, Melun-Moret
- Louis Verdet (1744–1819), Saargemünd
- François Xavier Veytard (1731–1797), Paris
- Jean-Chrysostôme de Villaret (1739–1824), Villefranche
- François Villebanois (1748–?), Priester von Saint-Jean-le-Vieux, Bourges (Berry)
- Sylvain Yvernault (1740–1806), Professor der Theologie, Kanonikus von Saint-Ursin de Bourges, Vogtei Bourges (Berry)

## 2. Stand: Der Adel
- Luc René Charles Achard de Bonvouloir (1744–1827), Coutances
- Henri Cardin Jean-Baptiste d’Aguesseau (1747–1826), Meaux
- Armand Désiré de Vignerot Duplessis-Richelieu d’Aiguillon (Herzog) (1761–1800), Agen
- Pierre Gilbert Le Roy d’Allarde (1749–1809), Saint-Pierre-le-Moûtier
- Frédéric-Antoine-Marc, comte d’Andlau de Hombourg (1736–1820), Hagenau Weißenburg
- Antoine Balthazar Joachim d'André (1759–1825), Sénéchausée d'Aix-en-Provence
- Jean-Paul d’Angosse (1732–1798), Armagnac
- Louis-Alexandre-Céleste d’Aumont, Boulogne-sur-Mer
- Louis-Marie-Céleste d’Aumont, Paris (stellvertretend, nahm an keiner Sitzung teil)
- Raymond-Antoine de Banyuls de Montferré (1747–1829), Roussillon
- Charles Marie de Barbeyrac (marquis de Saint-Maurice), Montpellier
- Augustin-Félix-Elisabeth Barrin de la Galissonnière (1741–1828), Sénéchausée d'Angers
- Jean-Pierre de Batz (1754–1822), Nérac und Albret
- Alexandre de Beauharnais (1760–1794), Blois
- Bon Albert Briois de Beaumetz (1759–1801), Artois
- Philippe-Jacques de Bengy de Puyvallée (1743–1823), Bourges (Berry)
- Claude-Antoine de Beziade, marquis d’Avaray (1740–1829), Orléans
- Barthélémy Boisse de la Thénaudière (1747–1829), Lyon
- Henri Jean-Baptiste de Bousmard de Chantereine (1749–1807), Bar-le-Duc
- Charles Léon Bouthilliers (marquis) (1743–1818), Bourges (Berry)
- Pierre-Louis-Robert de Briois, Artois
- Charles-Louis-Victor de Broglie (1756–1794), Colmar
- Jean-Xavier Bureau de Pusy (1750–1806), Amont bis Vesoul, (Département Haute-Saône)
- Joseph Folch de Cardon de Sandrans (1739–1799), Bourg-en-Bresse
- Boniface Louis André de Castellane (1758–1837), Châteauneuf-en-Thymerais, in der Grafschaft Perche
- Charles de La Croix de Castries (1756–1842), Paris
- Joseph-Louis (Robert de Lignerac, duc de Caylus) (1764–1823), Saint-Flour
- Jacques Antoine Marie de Cazalès (1758–1805), Rivière-Verdun
- Jean-Baptiste Nompère de Champagny (1756–1834), Forez
- Louis Marie Florent du Châtelet (1727–1793), Bar-le-Duc
- Antoine-César de Choiseul-Praslin (1756–1808), Maine bis Le Mans
- Michel-Félix de Choiseul d’Aillecourt (1754–1796), Chaumont-en-Bassigny
- Renaud César de Choiseul-Praslin (1735–1791), Herzog von Praslin, Angers
- Louis-Joseph-Félix de Clapiers-Collongues, Aix-en-Provence
- Stanislas de Clermont-Tonnerre (1747–1792), Paris
- Louis-Pierre-Nolasque de Balbes de Berton de Crillon (Herzog), (1742–1806), Beauvais (Département Oise)
- Anne-Emmanuel de Croÿ (duc de), (1743–1803), Quesnoy
- Joseph Anne Maximilien de Croÿ d’Havré (1744–1839), Amiens
- Alexandre-Louis de Culant (comte) (1733–1799), Angoulême
- Jean-Pierre de Damas d’Anlezy (1734–1800), Nivernois und Donziois (Moulins)
- Claude-Pierre Dellay d’Agier (1750–1827), Dauphiné
- Pierre-Suzanne Deschamps (1743–1793), Lyon
- Antoine Destutt de Tracy (1754–1836), Moulins (Bourbonnais)
- Arthur Dillon (1750–1794), Martinique
- Adrien Duport (1759–1798), Paris
- Louis Marie d’Estourmel (1744–1823)
- Johann Baptist von Flachslanden (1749–1822), Straßburg
- Jean-François Henri de Flachslanden, Colmar
- Emmanuel-Marie-Michel-Philippe Fréteau de Saint Just (1745–1794), Melun und Moret-sur-Loing
- Louis-Gabriel de Gomer (Graf) (1718–1798), Saargemünd
- Armand Louis de Gontaut-Biron, (duc de Lauzun), (1747–1793), Quercy bis Cahors
- Roch-Hyacinthe du Hautoy (vicomte) (1731–1814), Bar-le-Duc
- Maximilien-Auguste Bleickard d’Helmstatt (comte) († 1802), Saargemünd
- Jean-Marie Heurtault de Lamerville (vicomte) (1740–1810), Bourges (Berry)
- Philippe d’Humières (baron de Scorailles) (1748–1822)
- Etienne François Charles de Jaucen, (Baron von Poissac), (1733–?), Limousin
- Joseph-Henri de Jessé (1755–1794) Béziers
- Alexandre Paul Guérin de Tournel de Joyeuse de Chateauneuf-Randon (Markgraf) (1757–1827), Mende
- Alexandre-Joseph de Falcoz de La Blâche (comte) (1745–1824), Dauphiné
- Claude-Louis de La Châtre (comte) (1745–1824), Bourges (Berry)
- Marie-Joseph Motier, Marquis de La Fayette (1757–1834) Riom, zu Beginn Gesellschaft von 1789, dann Feuillants
- August Maria Raimund zu Arenberg bekannt als Graf von La Marck (1753–1833), Quesnoy, Monarchist
- François Alexandre Frédéric, duc de La Rochefoucauld-Liancourt (1747–1827), (Herzog), Clermont
- Louis-Alexandre de La Rochefoucauld (1743–1792), Paris
- Charles François de Lannoy (1741–1792), Lille
- Charles César de Fay de Latour-Maubourg (1756–1831), Puy-en-Velays
- Jacques-Gabriel-Louis Le Clerc, marquis de Juigné (1727–1807), « marquis de Montaigu »
- Léon-Marguerite Le Clerc, baron de Juigné (1733–1810), Coutances
- Louis-Jean-Baptiste, comte Leclerc de Lassigny de Juigné (1758–1792), Draguignan
- Jean-Baptiste Lemoyne de Bellisle, Chaumont-en-Vexin
- Louis-Michel Lepeletier de Saint-Fargeau (1760–1793)
- Louis-René Madeleine Levassor de la Touche (comte) (1745–1804), Montargis
- Gaston Pierre Marc Levis, (Herzog), Senlis
- Louis-Catherine de Loras (marquis) (1725–1793), Lyon
- Jean-Baptiste de Malleret (Markgraf von Saint-Maixant),
- Charles-Marie-Pierre-Félix Masson d’Esclans (Ritter) (1763–1812), Amont bis Vesoul, (Département Haute-Saône)
- Jacques François Menou
- André Boniface Louis Riquetti de Mirabeau (1754–1792), genannt Mirabeau-Tonneau, Limoges
- François Dominique de Reynaud de Montlosier (1755–1838), Club des Impartiaux
- Louis-Alexandre-Élysée de Monspey (marquis) (1733–1822), Villefranche, (Département Rhône)
- Charles-Louis de Mont d’Or (marquis) (1741–?), Lyon
- Anne-Pierre de Montesquiou-Fézensac (1739–1798), Meaux
- Mathieu de Montmorency-Laval (1766–1826), Montfort-l’Amaury
- Louis-Marie de Noailles (1756–1804), Nemours
- Philippe-Louis-Marc-Antoine de Noailles (1752–1819), Amiens und Ham
- Louis-Philippe II. Joseph de Bourbon, duc d’Orléans (Herzog), genannt Philippe Égalité (1747–1793), Crépy-en-Valois, (Département Oise)
- Louis-Marie de Panetier, (comte de Miglos et Montgreimier, seigneur direct de Villeneuve), (17??–1794), Couserans
- Gui Félix Pardieu[2], (1758–1799), Saint-Quentin.
- Louis François Marie de Perusse d’Escars, (Graf von Cars und Saint Bonnet), (1737–1814), Limousin
- Étienne-François-Charles Jaucen de Poissac (baron), (1733–1803), Tulle (Niederlande des Limousin)
- Joseph Geneviève, comte de Puisaye (1755–1827), Perche
- Aimery-Louis-Roger de Rochechouart (1744–1791), Paris
- Victurnien Jean-Baptiste de Rochechouart de Mortemart (1752–1812), Sens
- Victurnien Bonaventure de Rochechouart de Mortemart (1753–1823), Rouen
- François Pierre Olivier de Rougé (Markgraf), (1756–1816)
- Claude-Anne de Rouvroy de Saint-Simon (1743–1819), Angoulême
- Pierre-François de Saint-Martial, baron de Conros (1750–1838), Saint-Flour
- Claude-Anne de Saint-Simon, (marquis), (1743–1819), Angoulême
- Gilbert de Sarrazin (comte) (1732–1825), Vendôme
- Joseph-Marie de Ségur (vicomte) (1744–1815), Bordeaux
- Armand-Sigismond, comte de Sérent (1762–1796), Nivernais und Donziois
- André Louis Esprit de Sinety de Puylon (1740–1811), Marseille
- Hippolyte-Jean-René de Toulongeon (Markgraf) (1739–1794), Amont bis Vesoul, (Département Haute-Saône)
- François-Henri de Virieu (1754–1793), Dauphiné, Club des Impartiaux

## 3. Stand: Das Bürgertum
- Louis-Joseph Adam de Verdonne († 1831), Crépy-en-Valois
- Michel François d’Ailly, Chaumont-en-Vexin
- Charles-Jean-Marie Alquier (1752–1826), La Rochelle
- Antoine Andurand (1747–1818), Villefranche-de-Rouergue
- Louis Hector Amédée Angot (1739–1805), Coutances
- François-Paul-Nicolas Anthoine (1720–1793), Saargemünd
- Charles André Rémy Arnoult (1754–1796), Dijon, Côtes-d’Armor
- Jean-Baptiste Auclerc des Cottes (1737–1826), Bourges (Berry)
- Pierre-Marie-Athanase Babey (1743–1815), Bailliage d'Aval
- René Gaston Baco de la Chapelle (1751–1800), Nantes
- Jean-Sylvain Bailly (1736–1793), Paris
- Bertrand Barère de Vieuzac (1755–1841), Toulouse
- Antoine Barnave (1761–1793), Dauphiné
- Claude-Hubert Bazoche (1748–1812), Bar-le-Duc
- François Baucheton (1749–1838), Anwalt in Issoudun, Bourges (Berry)
- Pierre Joseph Antoine Beauperrey (1745–1794), Évreux
- Jacques-François Begouën (1743–1831), Caux
- Nicolas Bergasse (1750–1832), Lyon
- Guillaume Besnard-Duchesne (1747–1826), Coutances
- Jean Denis Ferréol Blanc (1743–1789), Besançon
- François-Pierre Blin (1756–1834), Nantes
- Guillaume de Boëry (1748–1822), Anwalt in Châteauroux, Bourges (Berry)
- Louis de Boislandry (1750–1834), Paris
- Jean-Joseph de Bonnegens des Hermitans (1750–1817), Saint-Jean-d’Angély
- Jean Nicolas Bordeaux, Chaumont-en-Vexin
- Jean Pierre Boullé (1753–1816), Ploërmel
- Godefroy-Gédéon-Antoine de Bouvier (1760–1826), Orange
- Jean Anthelme Brillat-Savarin (1755–1826), Bugey
- François Nicolas Léonard Buzot (1760–1794), Évreux
- Armand Gaston Camus (1740–1804), Paris
- Charles Antoine Chasset (1748–1805), Villefranche (Département Rhône)
- Jean-Baptiste Chavoix (1739–1818), Anwalt, Limoges
- Jean-Louis Cheynet (1741–1809), Anwalt, Dauphiné, Bürgermeister in Montélimar
- Claude Alexis Cochard (1743–1815), D’Amont bei Vesoul (Département Haute-Saône)
- Adrien Pierre Barthélémy Cochelet[3] (1753–1804), Fürstentum Arches (Charleville)
- Pierre-Paul Colonna de Cesari Rocca (1748–1829), Korsika
- Luc Jacques Édouard Dauchy, (comte), (1757–1817), Clermont, (Département Oise)
- Jean Daude (1749–1827), Saint-Flour
- Nicolas Pierre Antoine Delacour, Senlis, (Oise)
- Antoine-François Delandine (1756–1820), Forez bis Montbrison
- Thomas-Joseph Desescoutes (1736–1791), Meaux
- Pierre-Étienne Despatys de Courteille (1753–1841), Melun und Moret-sur-Loing
- Jean-Nicolas Démeunier (ou Desmeunier) (1751–1814),
- Jean-Baptiste Devillas (1750–1831), Pierrefort in der Haute-Auvergne
- Jean-Claude Dubois (1742–1836), Châtellerault
- Edmond Dubois-Crancé (1746-1814), Vitry-le-François
- Jean-Baptiste Dumaire (1758–v. 1793), Ersatzdelegierter für Saargemünd, (Ersetzt am 21. Januar 1790 comte d’Helmstatt)
- Pierre Samuel du Pont de Nemours (Pierre-Samuel Dupont, dit) (1739–1817), Nemours
- Adrien-Cyprien Duquesnoy (1759–1808), Bar-le-Duc
- Jean-Louis Emmery (1742–1823), Metz
- Gabriel Feydel (1744–1827), Quercy
- Dominique Garat, dit « Garat-Ainé » (1735–1799), Baskenland, (Labourd bis Ustaritz)
- Dominique Joseph Garat, dit « Garat-Cadet » (1749–1833), Baskenland, (Labourd bis Ustaritz)
- Jean-François Gaultier de Biauzat (1739–1815), Clermont (Département Puy-de-Dôme)
- Jacques-Marie Glezen (1737–1801), Rennes
- Pierre-François Gossin (1754–1794), Bar-le-Duc
- Arnaud Gouges-Cartou (* 1738), Quercy bis Cahors
- Claude-Christophe Gourdan (1754–1804), Amont bis Vesoul, (Département Haute-Saône)
- Pierre-Joseph Grangier (1758–1821), Berry
- Jean-Baptiste Grenier (1753–1838), Riom
- Joseph Ignace Guillotin (1738–1814)
- Antoine-Bernard Hanoteau (1751–1822), Crépy-en-Valois,
- Mathurin François Hardy de Largère (1729–1792), Bürgermeister in Vitré, Rennes
- Pierre Hébrard (1750–1802), Saint-Flour
- Pierre-Antoine Herwyn (1753–1824), Bailleul
- Guillaume-Benoît Houdet (1744–1812), Meaux
- Jean-Antoine Huguet (1751–1819), Clermont-Ferrand
- Jean-Baptiste Humblot (1734–1809), Villefranche (Département Rhône)
- François-Antoine-Nicolas Jersey (1754–?), Ersatzdelegierter, Saargemünd, (Ersetzt am 21. Januar 1790 comte de Gomer)
- Gérard de Lally-Tollendal, (1751–1830), Quintus Capitolinus
- Jean-Denis Lanjuinais (1753–1827), Rennes
- Michel-Louis Lamy (1728–1800), Caen
- Louis-Marie de La Révellière-Lépeaux (1753-1824), Anjou
- Charles Leblanc, Senlis
- Jacques-François Le Boys des Guays (1740–1832), Montargis
- Isaac René Guy Le Chapelier (1754-1794), Rennes
- Jean Antoine Leclerc (1728–1812), Vermandois
- Laurent-François Legendre (1741–1802), Brest
- Jérôme Legrand (1748–1817), Anwalt des Königs in Châteauroux, Bourges (Berry)
- Louis-Nicolas Lemercier (1755–1849), Saintes
- Pierre-François Lepoutre (1735–1801), Tourcoing
- Antoine Lescurier de La Vergne, Montagnes d’Auvergne bei Salers, Saint-Flour
- Jacques de Lombard-Taradeau (1750–?), Draguignan
- Pierre-Victor Malouet (1740–1814), Riom, Club des Impartiaux
- Jean-Joseph Manhaval (1736–1813), Rouergue bei Villefranche
- Jean Joseph Marquis (1747–1822), Bar-le-Duc
- Louis-Simon Martineau (1733–1799), Paris
- Pierre-François Mayer, Saargemünd
- Antoine-Jean-François Ménager (1756–1826), Meaux (Ersetzt 1791 seinen Schwiegervater Thomas-Joseph Desescoutes, der aus gesundheitlichen Gründen zurücktrat)
- Philippe-Antoine Merlin de Douai (1754–1838), Douai, gen. Merlin de Douai
- François Anne Joseph Meurinne, (Oise)
- Honoré Gabriel Riqueti de Mirabeau, (1749–1791), Aix-en-Provence (und Marseille), Jakobiner
- François Millon de Montherlant (1726–1794), Beauvais (Oise)
- Charles Claude Ange Monneron (1735–1799), Annonay (Département Ardèche)
- Louis Monneron (1742–1805), Indes orientales (Pondichéry)
- Pierre Antoine Monneron (1747–1801), Île-de-France
- Nicolas Montaudon (1744–?), Limoges
- Jean-Joseph Mounier (1758–1806), Dauphiné
- Ildut Moyot (1749–1813), Brest
- Pierre Oudaille, Beauvais (Oise)
- Julien-François Palasne de Champeaux (1736–1795), Saint-Brieuc, (Côtes-du-Nord)
- Jérôme Pétion de Villeneuve (1756–1794), Chartres (généralité d’Orléans)
- Jean-Baptiste Poncet-Delpech (1743–1817), Montauban (Quercy)
- François Pougeard du Limbert (1753–1837), Angoulême
- Jean-Baptiste-Jacques Poultier, Montreuil-sur-Mer, député du tiers
- Pierre Poya de L’Herbay (1748–1834), Bourges (Berry)
- Pierre Louis Prieur genannt Prieur de la Marne, (1756–1827)
- Jean-Paul Rabaut de Saint-Étienne (1743–1793), Nîmes und Beaucaire
- Jean François Reubell auch Rewbell (1747–1807) Colmar
- Gilbert de Riberolles (1749–1823), Riom
- Jean-Louis Richard (1743–1812), Forez
- Guillaume-Amable Robert de Chevannes (1752–1828), Nevers
- Maximilien de Robespierre (1758–1794), Arras[4]
- Pierre-Louis Roederer (1754–1835), Metz
- Jean-Joseph Rocque (1749–?), Béziers
- Jean-Joseph de Mougins de Roquefort (1742–1822), Grasse
- Guillaume-Grégoire de Roulhac (1751–1824), Limoges (Haut pays du Limousin)
- Sixte-Louis-Constance de Roux-Bonneval, (de Ruffo-Bonneval) (1742–1820), Paris
- Claude-François Roux de Raze (1758–1834), Amont bis Vesoul, (Département Haute-Saône)
- Christophe Saliceti (1757–1809), Korsika
- Étienne François Sallé de Chou (1754–1832), Bourges (Berry)
- Louis-Joseph Schmits (1758–1819), Saargemünd
- Emmanuel-Joseph Sieyès (1748–1836)
- Armand-Constant Tellier (1755–1795), Melun und Moret-sur-Loing
- Jacques Thoret (1737–?), Bourges (Berry)
- Jacques Guillaume Thouret (1746–1794) Rouen
- Jean-Baptiste Treilhard
- François Denis Tronchet
- Augustin Ulry (1740–1813), Bar-le-Duc
- Marc Guillaume Alexis Vadier (1736–1828)
- Pierre-Vincent Varin de la Brunelière (1752–1794), Ersatzdelegierter Rennes (Ersetzt nach dessen Tod 1789 Étienne Eusèbe Joseph Huard)
- Théodore Vernier (1731–1818), Lons-le-Saunier
- Thomas Verny (1726–1808), Montpellier
- Louis-René Viard (1748–1833), Bar-le-Duc
- René-Louis-Marie Vieillart, Reims
- Jean-Georges-Charles Voidel (1758–1812), Saargemünd
- Alexandre-Eugène Volfius, Dijon, Côtes-d’Armor
- Jean-Henri Voulland

## Zuordnung unklar
- Louis-Alexandre de Launay, comte d’Antraigues
- René François Jean Aubrée (1763–1808)
- Bruno-Philibert Audier-Massillon (1746–1822)
- Alexis Basquiat, Dax, Saint-Sever und Bayonne
- François Becherel (1732–1815)
- Clément François Benazet, Carcassonne
- Charles-François de Bonnay
- Robert Coquille
- Félix-François-Dorothée de Balbes de Berton de Crillon (1748–1820)
- Anne-Emmanuel-François-Georges de Crussol d’Amboise (1726–1794)
- Louis de Curt, Guadeloupe
- Joseph Bernard Delilia de Crose (1739–1804)
- François-Marie Dubuat (1752–1807), Ersatzdelegierter von Meaux (Ersetzt am 14. Mai 1790 marquis d’Aguesseau)
- Ange Marie d'Eymar (* 1747), Forcalquier
- Jean Gaspard Gassendi, Forcalquier
- Gustave Hainsselin
- Charles Hernoux, Dijon
- Alexandre Théodore Victor de Lameth
- Méderic Louis-Élie Moreau de Saint-Méry (1750–1803)
- Jean-Charles-Antoine Morel (1752–1832), Ersatzdelegierter von Saargemünd, (Ersetzt am 21. Januar 1791 Pierre-François Mayer).
- Jean Baptiste Mosneron de l’Aunay (1738–1830)
- Jean Baptiste Nadal de Saintrac (1745–1809)
- Jean François de Reynaud de Villevert, (comte), (1731–?), Saint-Domingue
- Jacques Louis Nicolas Vaillant (1742–1813)
- Pierre-André-François Viau de Thébaudières (1751–?), Saint-Domingue